# Hycleus mediobipunctatus
Hycleus mediobipunctatus is een keversoort uit de familie van oliekevers (Meloidae). De wetenschappelijke naam van de soort is voor het eerst geldig gepubliceerd in 1919 door Pic.